# Тюрго, Анн Робер Жак
Анн Робер Жак Тюрго, барон д’Ольн (фр. Anne Robert Jacques Turgot, baron de l’Aulne; 10 мая 1727 — 18 марта 1781) — французский экономист, философ и государственный деятель. Вошёл в историю как один из основоположников экономического либерализма.

## Биография

### Детство и юность
Родом из Нормандии. Его прадед выдвинулся в Генеральных штатах 1614 года в качестве представителя нормандского дворянства; его дед состоял в конце XVII века интендантом в Меце, затем в Туре; его отец был одним из выдающихся деятелей городского управления в Париже (купеческим прево Парижа). Третий сын в семье, Тюрго был предназначен к духовному званию. Запуганный матерью, тихий, застенчивый мальчик, прятавшийся под диванами и стульями, когда в дом родителей его являлись посторонние, он был отдан в семинарию Сен-Сюльпис, а потом поступил в Сорбонну для окончания богословского образования. По словам Морелли, сотоварища Тюрго, последний уже тогда обнаружил в полной силе отличительные качества своего ума: способность ясно понимать соотношение идей и группировать все разнообразие фактов в одну систему. Под влиянием двух просвещённых учителей, а также чтения произведений Вольтера и Локка талантливый юноша не мог сохранить в неприкосновенности свои старые верования и, не захотев «носить всю жизнь маску на лице», упросил отца освободить его от обязанности быть священником.

### Литературная деятельность
В двух речах, произнесённых Тюрго на латинском языке в Сорбонне в 1750 году, он высказал несколько важных историко-философских идей, обнаружив весьма обширное знание истории и широкое понимание хода развития человеческой мысли. По мнению В. П. Волгина, в них был дан «один из первых набросков продуманной буржуазной теории прогресса». В противоположность Вольтеру Тюрго пытался показать, что прогресс мысли проявлялся даже в самую «мрачную и варварскую» эпоху Средних веков. По выходе из Сорбонны Тюрго поступил в Парижский парламент и два года спустя получил звание рекетмейстера. Но занятия судебными делами не поглощали Тюрго: он мечтал написать философию истории, занимался географией, литературой, естествознанием и быстро сошёлся почти со всем учёно-литературным миром Парижа. Он стал членом салона мадам Жоффрен, где встречался с Монтескьё, д’Аламбером, Гельвецием, Гольбахом, а позже (1762) и с Адамом Смитом.
Особенно важно было для него знакомство в 1755 году с главой школы физиократов, Кенэ, и с Гурнэ. С последним Тюрго сошёлся более всего, объездил с ним Францию, изучил состояние промышленности и торговли, ознакомился с экономической политикой правительства и с её результатами.
Одно произведение Тюрго появляется за другим, и в каждом почти затрагиваются животрепещущие вопросы. Тюрго пишет:
- против философии Беркли («Lettres contre le système de Berkeley»);
- против Мопертюи по вопросу происхождения языка («Remarques critiques», 1750 год);
- разбирает известные «Перуанские письма» Ф. де Графиньи (1751 год, «Observations à M-me de Graffigny»);
- составляет план как политической географии, так и всеобщей истории («Géographie politique» и «Discours sur l’histoire universelle», не окончен, 1750 и 1751);
- обсуждает вопрос о религиозной терпимости («Lettres sur la tolérance», 1753—1754; «Le conciliateur ou lettres d’un ecclésiastique à un magistrat sur la tolérance civile», 1754 год);
- составляет ряд философских и экономических статей в Энциклопедии (слова Existence, Étymologie, Expansibilité, Foires et marchés, Fondation, Langues);
- похвальное слово Венсану де Гурнэ (éloge de Gournay, 1759 год).

Везде и во всем Тюрго остаётся своеобразным мыслителем, человеком умеренного образа мыслей, не разделявшим настроения, враждебного существующему строю. Так, в письмах к мадам де Граффиньи Тюрго является защитником неравенства, усматривая в нём благо, без которого немыслимо даже развитие полезных искусств. В трактатах о религиозной терпимости, несмотря на широту взглядов, Тюрго стоит за право государства избирать ту или иную религию и оказывать ей покровительство, устраняя этим самым возможность укрепления суеверий, фанатизма и т. п. Соглашаясь с Кенэ, он стоит за сохранение неограниченной центральной власти «под влиянием воспоминаний о великих благодеяниях, оказанных Франции и Европе королём, который учредил общины и дал гражданские права громадной массе лиц» (мемуары мадам Оссе (Hausset)). Приверженность его к монархии сказалась и в поступлении Тюрго в реформированный парламент (chambre royale, 1754 год), и в записке, представленной им в качестве министра Людовику XVI по вопросу о реформе муниципалитетов, и в письме к доктору Прайсу по вопросу об американских конституциях.

### Интендант Лиможа
В 1761 году Тюрго был назначен интендантом в Лимож, где пробыл до 1774 года. Здесь его деятельность приобретает самые широкие размеры. Он не перестаёт заниматься научными вопросами, ведёт деятельную переписку с друзьями по разным учёным вопросам, переводит Горация и Попа, обменивается мыслями о произношении латинских букв с Давидом Юмом, о философии и этике — с Кондорсе, пишет ряд трактатов по политической экономии («Réflexions sur la formation et la distribution des richesses»), статьи о ценности и деньгах в торговом словаре Морелле, мемуары о свободной торговле хлебом, о кредите, о горном деле, рассылает ряд циркуляров к местным чиновникам, сельским священникам и т. д., касающихся распределения налогов и заключающих в себе целую теорию финансового права.
В то же время он не покладая рук работает в качестве интенданта, выполняя самым тщательным образом все бесконечно разнообразные функции, связанные с этим званием. В его ведении находился значительный округ. Это была область, сохранившая чисто земледельческий характер. За исключением нескольких мануфактур, сосредоточенных в Лиможе и в нескольких других городах, промышленность почти не существовала. Торговля была крайне слабо развита, встречая помехи и в состоянии путей сообщения, и в бедности населения, обрабатывавшего землю первобытным способом, большей частью при помощи коров, на малоплодородной почве и вынужденного массами уходить ежегодно на заработки в другие местности, даже в Испанию. Эта область была страшно отягощена налогами. Из общей суммы получаемого ею дохода около 48-49 % шло в пользу казны. По вычислениям Тюрго, она переплачивала казне на 700 тысяч ливров более, чем другие провинции королевства. К этому присоединялись крайняя неравномерность обложения отдельных округов и приходов, целый ряд злоупотреблений, полный хаос в составлении податных списков, неправильная и часто произвольная оценка земель, принадлежавших крестьянам.
По прибытии в Лимузен Тюрго прежде всего попытался исправить зло, создававшееся системой обложения. Исходя из теории физиократов, Тюрго в своём мемуаре «Sur les impositions» указал на главные условия установления налога: он должен быть совершенно точным и определённым и соответствовать доходам землевладельца. На практике, однако, ему пришлось остаться при прежней системе, то есть при взимании определённой суммы с каждого прихода, жители которого распределяли её между собой. Он задумал, тем не менее, начать настоящую кадастрацию, произвести полное описание области, участок за участком, путём переизмерения их и правильной и детальной оценки доходности каждого. Он следил за деятельностью своих агентов и собрал массу точных данных по многим приходам. Не его вина была, что начатое дело не было доведено до конца. Для серьёзного проведения кадастра у него не хватало средств; правительство отказывало ему в их ассигнованиях. С другой стороны, оценочная работа в одном Лимузене без такой же во всей Франции не давала прочных оснований для определении доли налогов, причитавшихся с Лимузена. Все хлопоты Тюрго скинуть излишнюю податную тяжесть с Лимузена оказались столь же тщетными, как и настояния его относительно кадастрации всей Франции. Усилия его оказали, однако, немалое влияние на умы, и система, которую он применил в Лимузене, стала исходной точкой для последующего времени.
Большего успеха Тюрго достиг той реформой, которую он провёл по отношению к натуральной дорожной повинности (corvée). Ещё раньше интендант в Кане, Фонзетт, попытался перевести натуральную повинность в денежную. Тюрго расширил то, что было сделано Фонзеттом, и, несмотря на упорное сопротивление, добился того, что в 1764 году большая часть приходов изъявила согласие на реформу. Вскоре образовался фонд, с помощью которого Тюрго мог начать ряд дорожных сооружений, связавших главные центры провинции между собой.
По отношению к другому бичу сельского населения — милиции, Тюрго пытался заменить систему жеребьёвки, вызывавшей наибольшие жалобы, системой добровольного записывания в милиционеры, и освободил приходы от тяжёлой обязанности разыскивать уклонявшихся от воинской повинности. Чтобы обеспечить сельское население, он применил к Лимузену практиковавшуюся уже в Лангедоке и Франш-Конте отдачу поставки подвод для военных надобностей в руки предпринимателя, с подряда. Наконец, Тюрго стал строить казармы, чтобы ограничить хоть сколько-нибудь разорительную постойную повинность.
Изучение прошлого привело Тюрго к заключению, что факт собственности постепенно отделялся от факта культивирования земли, вследствие чего валовой доход с земли стал распределяться между земледельцем, как вознаграждение за труд, и собственником. Последний за вычетом отдаваемого рабочему и отчисляемого на остальные издержки производства получал весь остающийся, или чистый доход. При таких условиях вся тяжесть налога, по Тюрго, должна была падать на собственника, а не на земледельца. Освободить, насколько возможно, этого последнего от обложения, созданного старым режимом, ослабить дурные последствия его помощью кадастрации, содействовать всеми мерами поднятию культуры, устранить вредные влияния господствовавшей экономической политики — таковы были главные задачи Тюрго ввиду конечной цели, общей с физиократами: увеличения богатства страны. Он покровительствовал сельскохозяйственному обществу, стараясь направить его деятельность на применение усовершенствованных методов хозяйства; организовал на правильных началах вознаграждение за убытки, понесённые крестьянами и другими лицами от неурожая, града, пожаров и т. п.; отменил право приставов, отправляемых для взыскания недоимок, брать с крестьян деньги за проезд и на содержание, а также право продавать за недоимки постели, скот, земледельческие орудия; ввёл в употребление картофель.
По мнению Тюрго, свобода — главнейшее условие развития богатства: она должна быть предоставлена всем и каждому и в области труда, и в сфере торговых сношений. Для создания народного богатства нужно вернуть торговле ту драгоценную свободу, которую она утратила вследствие предрассудков, порождённых в века невежества, и склонности правительств потакать частным интересам; нужно облегчить для всех возможность труда, чтобы тем самым создать возможно большую конкуренцию, ведущую к улучшению производства и установлению цен, наиболее выгодных для покупателей. Сочетая теорию свободы и неограниченной конкуренции с теорией отделения собственника от рабочего, Тюрго провозглашал, что «рабочая плата рабочего ограничивается тем, что необходимо для его существования».
В 1769 году в Ангулеме возник коммерческий кризис как результат наводнения рынка дутыми (дружественными) векселями. Торговля прекратилась, купцы потеряли кредит, множество лиц оказалось банкротами. Спекулянты, пустившие в обращение дутые векселя, задумали воспользоваться кризисом: они стали обвинять лиц, у которых они учли эти векселя, в ростовщичестве и подали на них жалобу в суд, опираясь на существовавшие во Франции средневековые законы о росте. Тюрго воспользовался этим кризисом и теоретически, и на практике. Ему удалось добиться перенесения дела в Королевский совет, приостановки судебного преследования и воспрещения возбуждать такого рода дела в будущем. Он представил в совет в виде мемуара свой знаменитый трактат о росте (sur les prêts d’argent), в котором подверг строгой критике средневековые воззрения на рост. Его аргументы повторялись в той или иной форме экономистами либеральной школы XIX века. Не добился Тюрго только одного: издания королевской декларации, которая санкционировала бы его принципы.
За кризисом торгово-денежным последовал в Лимузене в 1770—1771 годах страшный голод — как следствие неурожая и обессиления населения существовавшим режимом. Энергия, обнаруженная Тюрго в эти несчастные годы, была изумительна. Он добился у правительства ссуды в 1240 тысяч ливров, передержал 90 тысяч, истратил свои личные средства (20 тысяч ливров), призвал на помощь общество, организовал повсеместно в Лимузене и мастерские, и бюро для выдачи пособий и до известной меры спас население от ужасов голода.
Но главное, что он имел в виду, — это была свобода торговли, в данном случае торговли хлебом. В 1764 году королевский эдикт разрешил свободную торговлю хлебом, но когда разразился голод, бордоский парламент издал распоряжение, ограничивавшее действие закона, муниципалитеты стали нарушать его, а генеральный контролёр, аббат Терре, вырабатывал новый эдикт в отмену закона 1764 года. Тюрго обратился к Королевскому совету с просьбой об отмене постановления бордоского парламента, отменил все распоряжения городских муниципалитетов, направленные против свободы торговли, разослал по деревням массу экземпляров как эдикта 1764 года, так и трактата Летрона о свободе торговли хлебом, стал лично ездить по голодающим местностям, пропагандируя свои идеи. С октября по декабрь 1770 года, во время пути, среди неутомимой работы на месте в пользу голодающих Тюрго посылал одно письмо за другим к аббату Террэ, пытаясь убедить его в необходимости сохранения и расширения свободы торговли хлебом. В 7 письмах Тюрго исчерпал все аргументы в защиту свободной торговли хлебом. Она должна была, по его мнению, уравнять культуры всех провинций Франции, привести Лимузен к одному уровню с Нормандией и Пикардией, вредное половничество должно при таких условиях смениться фермерством, крупной культурой, то есть, осуществив основной принцип физиократизма, увеличить богатство страны. Усилия Тюрго оказались тщетными. Террэ добился утверждения королём эдикта 23 декабря 1770 года, отменявшего основные начала закона 1764 года.

### Министр
В 1774 году на престол вступил Людовик XVI. Тюрго, любимец философов и экономистов, был назначен сначала морским министром (в июле 1774 года), а затем, в августе того же года, генерал-контролёром финансов. Тюрго был назначен министром по представлению старого графа де Морепа, «наставника молодого короля», которому Тюрго рекомендовал их общий друг, аббат де Вери. Также на его назначение повлияла поклонница Тюрго и его теорий, герцогиня д’Анвиль.
Тюрго занял пост контролёра в зрелом возрасте, с вполне определившимися убеждениями, с готовой программой. В качестве интенданта он пытался уже применить свои теории и на практике; но здесь его деятельность распространялась на небольшую территорию, он был связан существовавшими законами, зависел от королевского совета и только в мелких вопросах мог действовать самостоятельно.
Новый пост он занял в твёрдой уверенности, что он в состоянии будет преобразовать Францию на основании своих принципов. Нельзя сказать, чтобы он не предвидел препятствий на своём пути. Он несомненно боялся влияния королевы; когда он составлял программу для короля, то, написав слова: «и против великодушия Вашего Величества», он начал писать: «и королевы», но зачеркнул эти слова. Приверженец абсолютной власти, он был, однако, твёрдо убеждён, что с её помощью ему удастся осуществить проектируемые реформы: ему приписывали слова «дайте мне 5 лет деспотизма — и Франция станет свободной». Он представил королю своё profession de foi, целую программу своих будущих действий и реформ, всецело построенных на выработанной им экономической и политической теории. «Я не обману вас», — был ответ короля Тюрго на аудиенции 27 августа 1774 года. На одно из требований Тюрго, выкинуть из старинной формулы коронационной присяги фразу об истреблении еретиков, последовал, однако, отрицательный ответ.
С необыкновенной энергией принялся он за дело, вырабатывал проекты законов, составлял мемуары и записки, писал королю письма, в которых старался убедить его в необходимости той или иной меры. 13 сентября 1774 года он провёл, несмотря на сопротивление, восстановление эдикта о хлебной торговле 1764 года, но в более широком виде. В дополнение эдикта издан был ряд распоряжений, уничтожавших монополию торговцев хлебом в Руане, булочников в Лионе, все монополии и регламенты, созданные в Париже и обходившиеся городу только по надзору за исполнением их в 4 млн ливров ежегодно.
К 1776 году Тюрго подготовляет как целую серию эдиктов, направленных к свободному развитию экономических сил, так и ряд проектов, имевших в виду реорганизацию управления и улучшение быта сельского населения. Эдикт о замене натуральной дорожной повинности денежным налогом должен был обнять не только всю Францию, но и те сословия, которые пользовались привилегией и были изъяты от выполнения дорожной повинности. В связи с этой мерой, как её дополнение, Тюрго ещё в 1775 году провёл реформу почтовой перевозки, которую он отделил от пересылки писем и организовал на новых основаниях. Была установлена правильная и безостановочная перевозка товаров и пассажиров в 8-местных каретах, получивших название тюрготиз. И расходы по перевозке, и время перевозки были значительно сокращены. По поводу одного дела, возникшего на почве перехваченных писем, Тюрго убедил короля публично осудить так называемый «чёрный кабинет», заявив, что «принципы ставят тайну переписки граждан в число священнейших предметов, от которых суды и частные лица обязаны отвращать свои взоры».
Вывозная торговля вином была стеснена во Франции целым рядом привилегий. Некоторые города — Бордо, Марсель и др., являвшиеся главными пунктами вывоза, — пользовались особыми преимуществами во вред всем производителям вина во Франции. Тюрго отменил привилегии и установил полную свободу торговли вином, но успел добиться регистрации этого эдикта лишь в парламентах Тулузском и Дофине и в высшем совете Руссильона.
Самой важной мерой, осуществлявшей заветный идеал Гурнэ и Тюрго, была отмена цехов эдиктом 1776 года. Труд был объявлен личной собственностью и предоставлен самому себе, право на труд в форме королевской регалии было отменено и, как следствие этого, объявлены упразднёнными «учреждения, которые душат соревнование промышленников», «лишают государство промышленных знаний, приносимых иностранцами», мешают развитию промышленности, обогащению страны. Иностранцам предоставлено было свободно работать во Франции.
Тюрго увлекался примером Англии, переходившей к фабричной системе; он надеялся ввиду затруднений, созданных для английской промышленности борьбой с Америкой, привлечь английских рабочих во Францию и таким образом перенести во Францию новые способы производства, новые машины, встречавшие препятствия в цеховой экономической политике. Параграф 14 эдикта вводил запрещения, которых английские фабриканты окончательно добились лишь в 1814 году, — запрещения для всех мастеров, рабочих, учеников образовывать ассоциации или собрания под каким бы то ни было предлогом, то есть лишал рабочих во имя свободы труда принадлежавшего им прежде права.
Тюрго не думал ограничиться отдельными реформами. У него был обширный план, который он надеялся осуществить постепенно во Франции и тем оживить разлагавшийся государственный строй. В состав плана входил проект реформы народного образования в видах подготовки граждан к правильному осуществлению реформ. Тюрго мечтал о составлении учебников, приспособленных к моральному и социальному развитию масс. С другой стороны, имел в виду провести выкуп сеньориальных прав (с этой целью была выпущена брошюра Boncerf’a «Sur les emouvements des droits féodaux», которую осудил парламент, но Тюрго принял под свою защиту) и реформировать административный строй путём создания местного самоуправления, органы которого заведовали бы местными делами, не ограничивая прерогатив абсолютной власти. Доклад в этом смысле был представлен Тюрго королю. Но всего этого не удалось выполнить.
Ещё одним из выдающихся достижений Тюрго было учреждение 24 марта 1776 года партнёрства с ограниченной ответственностью Caisse d’Escompt, обладавшем правом выпуска банкнот-ассигнаций. С самого начала учреждённый банк имел самую тесную связь с правительством и обеспечивал ему предоставление займа в размере 6 млн франков. В 1788 году правительство установило принудительный курс, а затем в 1790 году признало ассигнации официальным законным платёжным средством. После этого Франция утонула в потоке ассигнаций, доведя Caisse до банкротства и оставив на многие годы всеобщее неверие в бумажные деньги.

### Опала
12 мая 1776 года Тюрго был уволен от должности по личному приказу короля, двадцать месяцев назад обещавшего Тюрго поддерживать его во имя народа, к которому, по словам короля, только он сам и Тюрго питали истинную любовь. На стороне Тюрго были лишь люди мысли; остальная часть Франции или не знала Тюрго, или прямо была враждебна ему. Влиятельный круг парламентов, особенно парижского, был враждебно настроен против Тюрго. Его считали врагом вольностей и прав парламента; ему не могли простить ни вступления его в chambre royale, ни его оппозиции проекту восстановления парламента после закрытия его при Мопу. Парламент отказывался регистровать эдикты, и Тюрго приходилось устраивать так называемые lits de justice. Против Тюрго было и духовенство, раздражённое и требованием исключить из присяги формулу об истреблении еретиков, и его теорией терпимости, и его попытками привлечь духовенство в больших размерах к несению государственных повинностей, и его распоряжением о вольной продаже мяса в постные дни, и даже его тюргозинами, быстрое движение которых, без остановок, мешало пассажирам посещать богослужение. Его врагами были все монополисты, торговцы хлебом, откупщики, лишившиеся возможности наживаться в прежде существовавшем размере; против него было дворянство, считавшее «оскорблением» уравнение его с народом и попытку наложить «святотатственно» руку на «священные» привилегии. В ряду злейших врагов Тюрго стояли придворные, раздражённые скупостью Тюрго, его стремлениями к экономии, отказами в выдаче разным придворным дамам денег, решительностью Тюрго в преследования одного из любимцев королевы, герцога де Гинь, уличённого в пользовании дипломатическими тайнами, известными ему, как лондонскому послу, для игры на бирже. Противниками Тюрго были даже люди вроде Неккера, оскорблённого холодным приёмом Тюрго и оппонировавшего ему и в вопросе о хлебной торговле, и в вопросе о бюджете. Единственной поддержкой Тюрго был король, в течение 20 месяцев уступавший всем почти его требованиям; но слабый, нерешительный, ленивый, подпадавший постоянно под чьё-либо влияние, Людовик XVI скоро стал тяготиться энергией и настойчивостью своего министра. Король замечал, что Тюрго не пользовался поддержкой других министров. Даже его друг министр Мальзерб отмечал, что Тюрго был слишком буйным. В обстановке падающей популярности государственный министр граф Морепа, либо завидуя силе влияния Тюрго на короля, либо из-за природной несовместимости их характеров, принял решение встать на сторону противников Тюрго и примирился с королевой. Тюрго стал предметом памфлетов и доносов; именно в этот период во Франции появилась брошюра «Songe de M. Maurepas», авторство которой приписывали будущему Людовику XVIII, в которой находилась едкая пародия на Тюрго. Духовенство уверяло короля, что Тюрго безбожник, принцы крови — что Тюрго погубит королевство и корону; королева открыто выражала свою нелюбовь к Тюрго и даже требовала заключения его в Бастилию. Король стал избегать бесед с Тюрго и нередко — например в деле награждения того же Гиня, в вопросе о назначения преемника Мальзербу и реформировании министерства — действовал наперекор желаниям Тюрго. Последнему приходилось влиять на короля не лично, а посредством переписки, которая вошла у них в привычку с самого вступления Тюрго в управление министерством.
По другой версии отставка Тюрго приписывается проискам министра Морепа. На самом деле, после ухода Мальзерба в отставку в апреле 1776 года, Тюрго попытался продвинуть на это место своего кандидата. Недовольный этим Морепа предложил королю назначить преемником Амело. Узнав об этом, возмущённый Тюрго написал королю письмо, в котором резкими словами описал опасность ослабленного министерства, с горечью пожаловался на нерешительность Морепа и его увлечение придворными интригами. В письме от 30 апреля 1776 года Тюрго не только жаловался на все большее отчуждение короля и его молчание, но и подверг откровенной критике состав министерства и самого короля. Он прямо заявлял, что он остался в министерстве одиноким и изолированным, указывал, до какой степени вредно это отзовётся на дальнейшем ведении дел, и напирал особенно сильно на «крайнюю неопытность короля, который по молодости лет нуждается в энергическом и просвещённом руководителе». Обрисовав смуту в умах, отсутствие единства в министерстве смелость и нахальство парламентов, соединившихся с придворными сферами, вечно интригующими и стремящимися наживаться на счёт казны, и без того разорённой, Тюрго открыто указал на опасные последствия такого положения для слабого и неопытного короля. «Вся та буря, которая будет вызвана моей отставкой, обрушится на вас, и вы падёте в свою очередь, увлекая в своём падении и королевскую власть». С необыкновенной смелостью Тюрго сослался на примеры прошлого, на судьбу слабых королей, на судьбу Карла IX во Франции и Карла I в Англии. Его пророческие слова остались без внимания и ответа. Несмотря на то, что Тюрго просил Людовика XVI сохранить конфиденциальность этого письма, король всё же показал его Морепа и вскоре приказал Тюрго подать в отставку.
Падение Тюрго повлекло за собой падение и всех его проектов. Началась реакция, все более и более усиливавшаяся. Каждая новая мера была новым ударом для Тюрго, издавна страдавшего подагрой. Единственным утешением его оставалась умственная работа, беседы и сношения с друзьями, не менее Тюрго угнетёнными и мрачно смотревшими на будущее.
За годы своей опалы Тюрго перевёл латинских поэтов Вергилия («Дидона»; «Буколики» — большую часть книги; «Энеида» — одну книгу) и Горация (отдельные оды). Тюрго прилежно посещал заседания Академии надписей и литературы, куда был избран с 1776 года, а в 1778 году стал её президентом.
25 февраля 1781 года Тюрго настигла новая болезнь (воспаление желчного пузыря), которая оказалась роковой. 18 марта 1781 года Тюрго умер без церковного причастия. При вскрытии тела было обнаружено множество камней в печени.

## Произведения
Большая часть сочинений Тюрго была издана после его смерти. Из более крупных отдельных его работ самая важная, «Réflexions sur la formation et la distribution des richesses», была напечатана в 1766 году. После его смерти появились его «Oeuvres posthumes» (Лозанна, 1787), затем «Oeuvres de T., ministre d’Etat» (1809—1811); в 1844 году издание это было возобновлено и составило часть «Collection des principaux économistes». Издана переписка его с Кондорсе и Д. Юмом: «Correspondance inédite de Condorcet et de Turgot, 1776-1779» (1882); «Life and correspondence of D. Hume» (Эдинбург, 1840).
Список произведений:
- Письмо аббату де Сисе о бумажных деньгах
- План работы о торговле, денежном обращении, проценте и богатстве государств
- Учреждение фондов
- Ярмарка.[6]
- Похвальное слово Венсану де Гурнэ[7]
- Торговля зерновыми[8]
- Докладная записка о рудниках и каменоломнях
- Размышления о создании и распределении богатств
- Поощрение мануфактур
- Письмо Юму
- Ценности и деньги

Издания на русском языке:
- Избранные философские произведения / перевод с франц. А.Шапиро (М.: соцэкгиз. 1937)
- Физиократы. Избранные экономические произведения, 2008
- Жак Тюрго. Размышления о создании и распределении богатств: Ценности и деньги / Александр Н. Миклашевский (пер.и доп.). — Юрьев, 1905. — XVIII, 80с. (Шифры в библиотеке им. Вернадского (Киев) — НБУВ: ВС5119)
- Жак Тюрго. Избранные экономические произведения. Пер. с франц. Ред.-сост., авт. вступ. статьи. с 3-26, и примеч. д-р экон. наук И. С. Бак. М., Соцэкгиз, 1961. (Шифры в библиотеке им. Вернадского (Киев) — В0822740 33п(09)133):

## В культуре
Тюрго стал персонажем романа британской писательницы Хилари Мантел «Сердце бури» (1992).
Тюрго упоминается в романе Лиона Фейхвангера "Лисы в винограднике", обвиняя Людовика XVI в слабости и провидчески сравнивая его с английским королём Карлом I. 